# Theope sobrina
Espèce
Theope sobrina est une espèce d'insectes lépidoptères appartenant à la famille  des Riodinidae et au genre Theope.

## Taxonomie
Theope sobrina a été décrit par Henry Walter Bates en 1868.

## Description
Theope sobrina est un papillon au dessus bleu foncé chez le mâle, violine chez la femelle.
Le revers est de couleur ocre.

## Écologie et distribution
Theope sobrina est présent en Guyane et au Brésil,.

### Biotope
Il a été observé surtout sur les collines et dans les lieux fleuris.

### Protection
Pas de statut de protection particulier.